# Pali się
Pali się er en sang af det polske band Tulia. Den repræsenterede Polen i Eurovision Song Contest 2019 i Tel Aviv.